# Tarachomantis rubiginosa
Tarachomantis rubiginosa es una especie de mantis de la familia Mantidae.

## Distribución geográfica
Se encuentra en Madagascar.